# Tony Grealish
Tony Grealish (Londra, 21 settembre 1956 – Devon, 23 aprile 2013) è stato un calciatore irlandese, di ruolo centrocampista.
Esordisce il 24 marzo 1976 contro la Norvegia (3-0).